# Hermann Stakkelwege
Hermann Stakkelwege (* vor 1381; † vor dem 22. Oktober 1410) war Priester und Offizial in Köln.

## Leben
Der aus Kalkar stammende Stakkelwege war Dr. leg. und Bac. decr. Das heißt, er war für kaiserliches und kirchliches (Dekretalistik) ausgebildet. Seit 1381 Advokat der Kölner Kurie, fungierte er von 1389 bis etwa 1410 als Professor der Rechte an der alten Kölner Universität, deren Rektor er 1392 für ein Quartal wurde. 1401 zum Offizial des Erzbistums Köln ernannt, verzichtete er kurz vor dem 26. April 1409 auf sein Kanonikat an der Stiftskirche zu Wissel und wurde daraufhin Propst an St. Georg zu Köln.